# Saga Brjáns
La Saga Brjáns (també coneguda com a Brjánssaga) és una obra hipotètica primerenca en nòrdic antic; sembla que certs episodis de la Saga de Njál i Torsteins saga Sído-Hallssonar empraren com a font aquesta saga perduda.
No hi ha evidència de l'existència de la saga, tot i que l'investigador islandés Einar Olafur Sveinsson s'hi va referir quan editava la Saga de Njál el 1954. Einar estava convençut que l'obra fou escrita cap a 1190 i usada per l'autor de la Saga Orkneyinga, escrita cap a 1200.
Una resposta polèmica de l'acadèmic irlandés Donnchadh O Corráin tingué un cert ressò popular per la seua afirmació sobre la composició de l'obra cap a l'any 1100, quan Magne III de Noruega amenaçà els interessos irlandesos. Ell creia que la saga s'escrigué a Dublín com a resposta a Cogad Gáedel re Gallaib, com una via dels dublinesos nòrdics gaèlics reivindicant la seua lleialtat com a descendents de Brian Boru. Utilitzà una referència en la Þorsteins saga Síðo-Hallssonar com a evidència de la seua existència:
El jarl li va agrair les seues paraules. Després viatjà a Irlanda i va lluitar contra el rei Brian, i van ocórrer molts fets remarcables en aquell temps com s'esmenta en la seua saga.